# Alampyris cretaria
Alampyris cretaria là một loài bọ cánh cứng trong họ Cerambycidae.